# Mastering the Art of French Cooking
Mastering the Art of French Cooking è un libro di cucina in due volumi con ricette della cucina francese. Ne sono state autrici la statunitense Julia Child e le francesi Simone Beck e Louisette Bertholle. Il libro è stato scritto pensando al mercato statunitense ed è stato pubblicato da Alfred A. Knopf in due tempi: nel 1961 il primo volume e nel 1970 il secondo.
Ha avuto una rivalutazione nel 2009 con il film di Nora Ephron Julie & Julia basato sul romanzo di Julie Powell Julie & Julia: 365 Days, 524 Recipes, 1 Tiny Apartment Kitchen, che si rifà alla vita di Julia Child.

## Storia

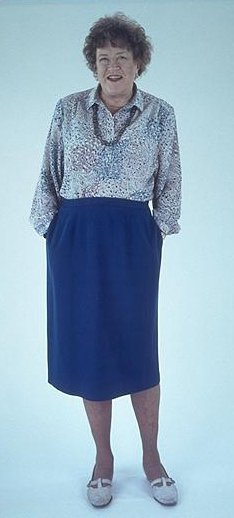
Julia Child nel 1988

Il libro è il risultato della collaborazione fra le tre autrici, ed anche dell'illustratrice Sidonie Coryn (e del marito di Julia Child, Paul) ed è nato sull'onda del successo riscosso da Child come pioniera della cosiddetta televisione dei cuochi, ovvero le trasmissioni televisive centrate su rubriche culinarie.
La prima pubblicazione, dopo alcune difficoltà iniziali (raccontate da Julia Child nel suo libro My Life in France e nell'introduzione all'edizione del 2003 di Mastering the Art of French Cooking), avvenne nel 1961 con il semplice titolo di Mastering volume 1 (ISBN 0-375-41340-5) e conteneva un colpo d'occhio abbastanza generalista su profumi e sapori della cucina francese con relative tecniche per la preparazione dei piatti.
Partendo dal presupposto che chiunque può cucinare degli ottimi piatti alla maniera francese, con le dovute istruzioni, il libro riporta buona parte di quanto discusso nelle lezioni dei corsi di cucina tenuta dalle tre gourmandes nella scuola parigina, "L'École des trois gourmandes" (citata anche nella prima serie televisiva di Child The French Chef); il secondo volume (ISBN 0-394-40152-2), pubblicato nel 1970, servì come approfondimento di alcuni argomenti di particolare interesse che non erano stati sufficientemente trattati nel primo libro (particolarmente i prodotti da forno e la charcuterie, ovvero piatti derivati dalla lavorazione del maiale).
Nel loro insieme i due volumi sono considerati tra i più influenti testi nell'editoria di genere culinario pubblicati negli Stati Uniti e hanno garantito fama alle tre autrici, particolarmente a Julia Child.

## Contenuto

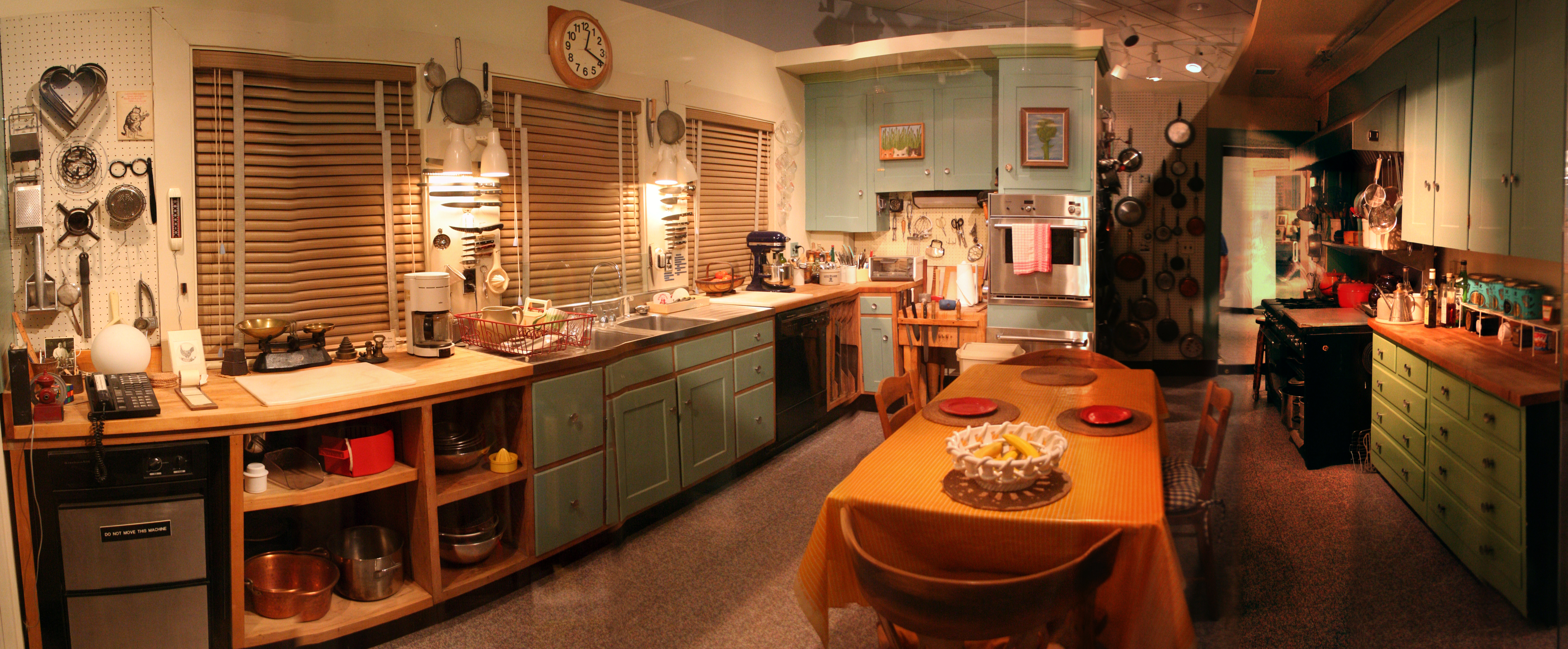
La cucina di Julia Child esposta al National Museum of American History

Nell'introduzione si parla degli attrezzi della cucina, delle definizioni, degli ingredienti, delle unità di misura adottate, dell'uso del calore, come tagliare e degli abbinamenti enogastronomici, sia con che vini cucinare, che quali vini accompagnare ai vari cibi.
Il primo volume illustra i pilastri fondamentali della cucina francese, appresi da Child durante la sua permanenza a Parigi insieme al marito funzionario governativo. In pratica, le autrici suggeriscono la possibilità di un compromesso fra la complessità dell'alta cucina e la semplicità della pratica quotidiana nella cucina statunitense.
Piatti della tradizione francese come il manzo alla bourguignonne, o la bouillabaisse (tipica zuppa di pesce mediterraneo) o anche il cassoulet sono spiegati fin nel dettaglio così come viene dato conto della preparazione di verdure in maniera più accattivante di quanto non fosse abitualmente previsto nella pratica culinaria quotidiana degli USA anni sessanta. Il volume è stato più volte ristampato e ha avuto due riedizioni con revisione: la prima nel 1983 con aggiornamenti sui metodi di cottura; la seconda nel 2003, per festeggiare il quarantennale della prima edizione e per fornire una storia di come il libro nacque.
Il secondo volume, pubblicato anche in versione paperback, si occupa prevalentemente di prodotti da forno della cucina francese, ed è stato pubblicato nel 1970, quando Louisette Bertholle aveva lasciato per seguire altri progetti. Si occupa in special modo della realizzazione del pane, uno studio particolare che Child e la collega Beck effettuarono sotto la supervisione del professor Raymond Calvel, a quel tempo uno dei maggiori esperti francesi del settore. Il volume prende in esame anche la trattazione della carne suina.
Le illustrazioni di Sidonie Coryn che corredano il secondo volume sono basate su fotografie scattate dal marito di Julia Child, Paul, a sua volta fine gastronomo.

## Ricadute sui media
Nel 2002 la scrittrice Julie Powell, ha aperto un personale blog in cui ha dato conto del proprio tentativo di cucinare tutte le ricette indicate nel libro nel lasso di tempo di un anno. La sfida dell'autrice del blog, con il testo che ne è derivato - Julie & Julia: 365 Days, 524 Recipes, 1 Tiny Apartment Kitchen - ha fatto da scenario a un film del 2009 - Julie & Julia - diretto da Nora Ephron e interpretato fra gli altri da Meryl Streep ed Amy Adams, rispettivamente nel ruolo di Child e di Powell. Il successo del film ha a sua volta fatto da traino a un rinnovato interesse intorno al libro Mastering the Art of French Cooking.